# Roland Dehlin
Nils Åke Roland Dehlin, född 2 mars 1966 i Södra Åsums församling i Malmöhus län, är en f.d. moderat politiker, oppositionsråd i Nynäshamns kommun mellan 2003 och 2011.
Dehlin har tidigare varit marinofficer.